# Physaria peninsularis
Physaria peninsularis är en korsblommig växtart som först beskrevs av Ira Loren Wiggins, och fick sitt nu gällande namn av O'kane och Al-shehbaz. Physaria peninsularis ingår i släktet Physaria och familjen korsblommiga växter. Inga underarter finns listade i Catalogue of Life.